# Нью-Джерсийская митрополия
Нью-Джерсийская митрополия (англ. Metropolis of New Jersey, греч. Ιερά Μητρόπολη της Νέας Ιερσέης) — епархия Американской архиепископии Константинопольской православной церкви. Юрисдикция митрополии распространяется на территорию штатов Нью-Джерси, Делавэр, Мэриленд, юго-восточной части Пенсильвании и Виргинии.

## История

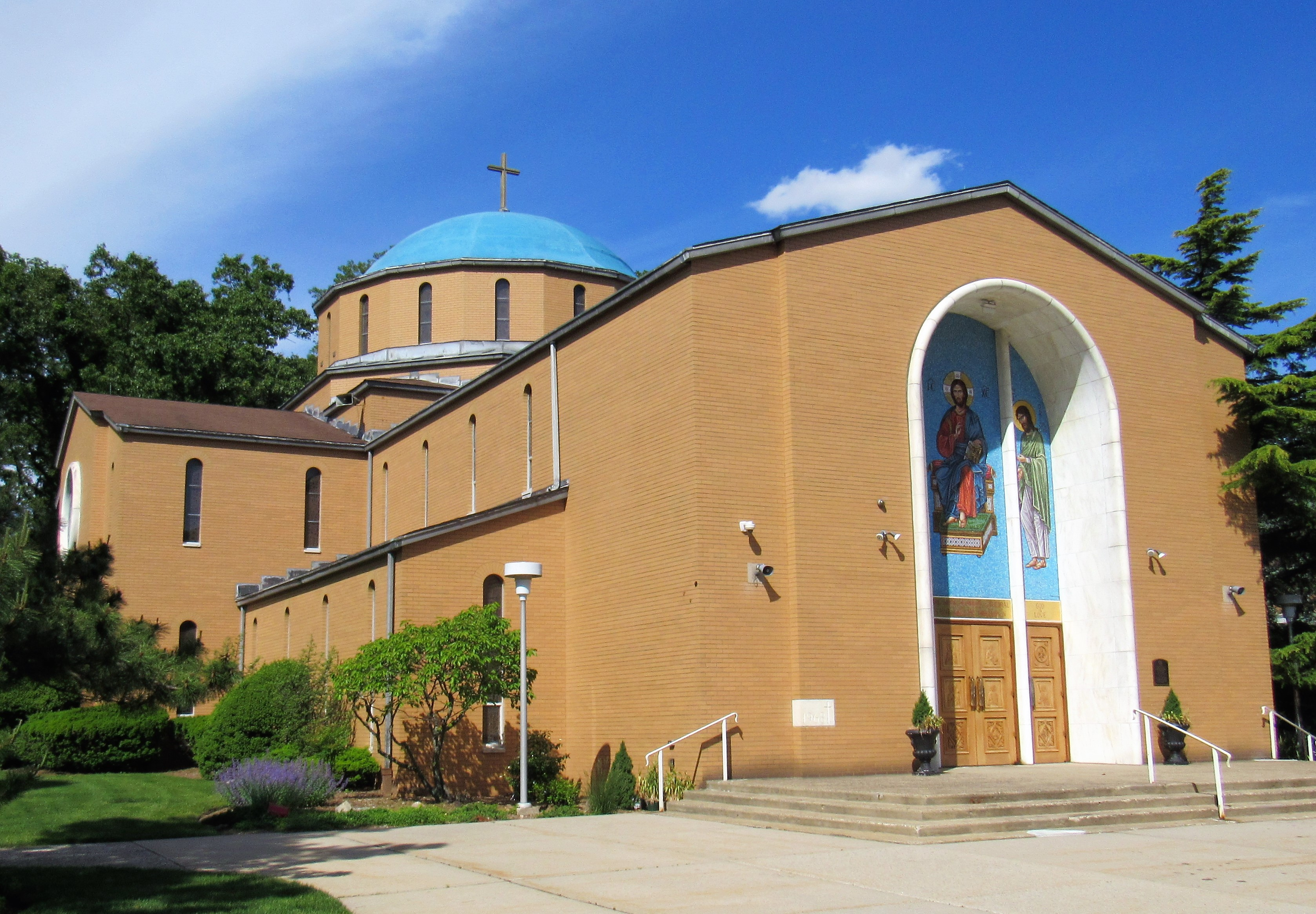
Собор Иоанна Богослова (Тенафлай, Нью-Джерси)

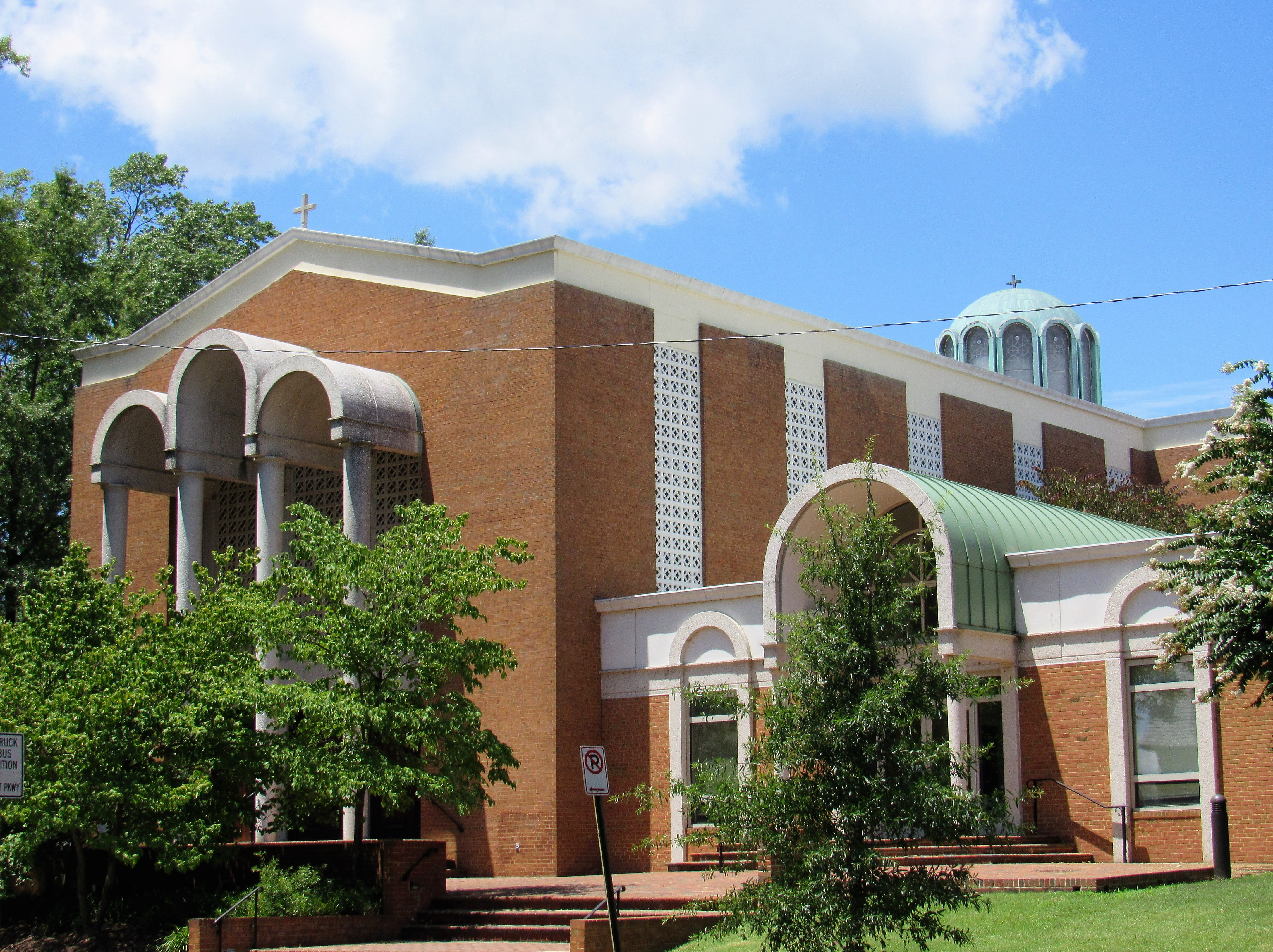
Собор Святых Константина и Елены (Ричмонд, Виргиния)

В 1979 году решением Священного синода Константинопольского патриархата в Американской архиепископии вместо округов учреждались самостоятельные епархии, в том числе и Нью-Джерсийская.
В декабре 2002 года епархия была возведена в ранг митрополии.

## Епископы
- Сила (Коскинас) (15 марта 1979 — 13 марта 1999)
- Георгий (Папаиоанну) (13 марта — 21 ноября 1999)

Нью-Джерсийская митрополия
- Димитрий (Тракателлис) (20 декабря 2002 — 10 мая 2003) в/у, архиеп. Американский
- Евангел (Курунис) (10 мая 2003 — 8 октября 2020)
- Елпидифор (Ламбриниадис) (8 октября 2020 — 24 июля 2023) в/у, архиеп. Американский
- Апостол (Куфаллакис) (с 24 июля 2023)